# 韦尔东
韦尔东（法語：Verdon，法語發音：[vɛʁdɔ̃]）是法国马恩省的一个市镇，属于埃佩尔奈区。

## 地理
韦尔东（48°56'56"N, 3°37'17"E）面积11.39 平方千米，位于法国大東部大區马恩省，该省份为法国东北部内陆省份，北起阿登省，西北接埃纳省，西南接塞纳-马恩省，南至奥布省，东南接上马恩省，东临默兹省。
与韦尔东接壤的市镇（或旧市镇、城区）包括：帕尔尼拉迪斯、香槟谷村、勒布勒伊、科罗贝尔、马尔尼、拉维尔苏索尔拜。

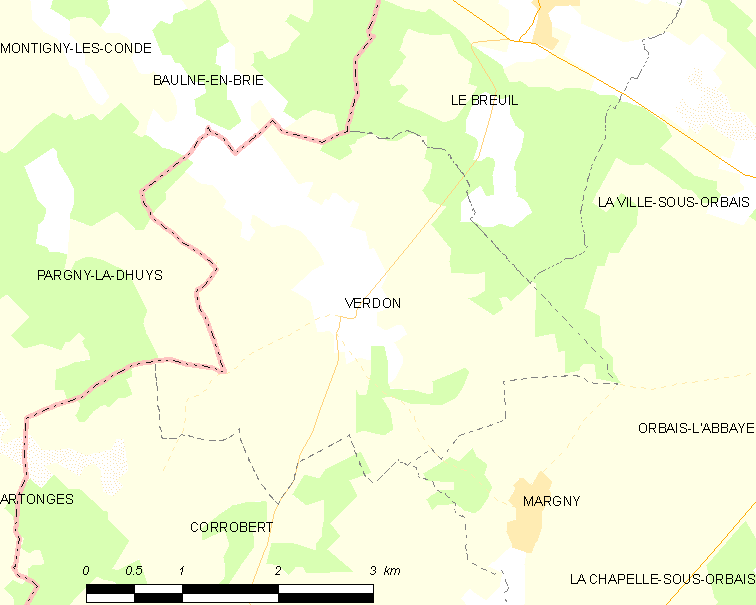
韦尔东的OSM定位图

韦尔东的时区为UTC+01:00、UTC+02:00（夏令时）。

## 行政
韦尔东的邮政编码为51210，INSEE市镇编码为51607。

## 政治
韦尔东所属的省级选区为塞扎讷-布里-香槟县。

## 人口

1962-2008年间韦尔东人口变化图示

韦尔东于2022年1月1日时的人口数量为198人。